# Prochorowka
Prochorowka (russisch Прохоровка) ist eine russische Siedlung städtischen Typs in der Oblast Belgorod, 56 km nördlich der Gebietshauptstadt Belgorod und rund 80 km südlich von Kursk. Die Einwohnerzahl beträgt 9761 (Stand 14. Oktober 2010).

## Geschichte
Der polnische Adelige Kirill Grigorjewitsch Ilinski gründete während des Russisch-Polnischen Krieges zwischen 1654 und 1656 auf seinem Marsch von Polen nach Belgorod das Dorf Ilinski.
In den 1860er Jahren wurde das Dorf zunächst zu Ehren Zar Alexanders II. in Alexandrowka umbenannt. In der Nähe entstand in den 1880er Jahren die neue Eisenbahnlinie Kursk-Charkow-Asow und die Alexandrowka am nächsten liegende Station erhielt zu Ehren des Eisenbahningenieurs W. I. Prochorow den Namen Prochorowka. Ab 1928 bildete Alexandrowka den Mittelpunkt des Alexandrowkaer Rajons. Im Laufe der Zeit verwuchsen der Ort Alexandrowka und die Siedlung um die Bahnstation Prochorowka, doch erst am 20. September 1968 wurden sie unter dem Namen Prochorowka als Mittelpunkt des Prochorowkaer Rajons zusammengefasst.
Im 20. Jahrhundert war die Wirtschaft der Ortschaft durch die Geflügelaufzucht, die Molkerei sowie die Ziegelei- und Asphaltbetriebe geprägt. Am 12. Juli 1943 wurde der Ort Schauplatz von Gefechten im Rahmen der von deutscher Seite als  Unternehmen Zitadelle bezeichneten militärischen Operation des Zweiten Weltkrieges. Im Verlauf dieser später propagandistisch zur „größten Panzerschlacht der Geschichte“ verklärten Kämpfe wurde die Ortschaft weitgehend zerstört.

### Bevölkerungsentwicklung
| Jahr | Einwohner |
| ---- | --------- |
| 1939 | 1.474     |
| 1959 | 3.607     |
| 1970 | 6.418     |
| 1979 | 6.859     |
| 1989 | 8.093     |
| 2002 | 10.007    |
| 2010 | 9.761     |

Anmerkung: Volkszählungsdaten

## Persönlichkeiten
- Ilja Lantratow (* 1995), Fußballspieler